# Bocquencé
Bocquencé är en kommun i departementet Orne i regionen Normandie i nordvästra Frankrike. Kommunen ligger i kantonen La Ferté-Frênel som tillhör arrondissementet Argentan. År 2018 hade Bocquencé 150 invånare.

## Befolkningsutveckling
Antalet invånare i kommunen Bocquencé
| Referens: INSEE |